# Notoungulata
Notoungulata é uma ordem extinta de mamíferos ungulados do clado Meridiungulata. Ocorreu na América do Sul do Paleoceno ao Pleistoceno.

## Classificação
- Ordem Notoungulata
  - Subordem Notioprogonia
    - Família Henricosborniidae
    - Família Notostylopidae

  - Subordem Toxodonta
    - Família Isotemnidae
    - Família Leontiniidae
    - Família Notohippidae
    - Família Toxodontidae
    - Família Homalodotheriidae

  - Subordem Typotheria
    - Família Archaeopithecidae
    - Família Oldfieldthomasiidae
    - Família Interatheriidae
    - Família Campanorcidae
    - Família Mesotheriidae

  - Subordem Hegetotheria
    - Família Archaeohyracidae
    - Família Hegetotheriidae